# 코닉세그 CCX
코닉세그 CCX(스웨덴어: Koenigsegg CCX)는 코닉세그의 스포츠카로 2006년에 코닉세그 CCR 모델의 후속으로 출시되었다.

## 개요
2006년에 제네바 모터쇼에 출시된 모델로 코닉세그가 스포츠카가 양산된지 10주년이 되었다. 여기서 CCX의 약칭은 컴페이션 코프(스웨덴어: Competition Coupe)의 약자로, X는 10번째를 의미한다. 미국 자동차 시장을 진출하기 위해 설계 및 제작된 자동차이다. 엔진은 트윈-슈퍼차지 포드 모듈러를 탑재 했으며 기존 모델의 경우 포드에서 제작된 엔진을 탑재했으나 캘리포니아주의 배출가스 규제 대응에 따라 코닉세그에서 자체 개발한 엔진이 탑재되었다. 변속기의 경우 6단 수동변속기를 탑재 했으나 자체 개발된 변속기를 탑재했으며 추가 옵션의 경우 패들시프트를 장착할 수 있다. 최고 출력은 806마력으로 이는 슈퍼차처를 개량한 것이다. 공기저항계수는 0.32로 당시에는 획기적인 수치였다. 2010년까지 49대의 차량이 제작되었고 이후 코닉세그 아제라 모델이 출시되면서 단종되었다.

## 파생 모델

### 코닉세그 CCX 에디션
2대만 생산했던 모델로 기존 모델인 CCX보다 압축비를 개량해 최고 출력 885마력의 출력을 내며 무게비가 낮아진 것이 특징이다. 기존 모델인 CCX 옵션으로 제공된 카본 리어윙이 기본으로 장착되면서 다운포스가 향상되었다. 출력이 증가하면서 가속이 3초로 단축되었고 최고 속도 400km/h로 주행이 가능하다.

### 코닉세그 CCXR
2007년에 출시된 모델로 6대만 생산되었다. 이 차량은 바이오 에탄올에 대응한 모델로 엔진의 경우 트윈-슈퍼차지 포드 모듈러를 탑재했으나 일반 연료 외에도 E85, E100의 에탄올 연료를 사용이 가능하나 일반 연료 사용 시 최고 출력 805마력을 내는 반면 바이오 에탄의 경우 1018마력까지 낼 수 있도록 제작되었다. 기존 모델인 CCX 모델에 비해 압축비와 부스트바가 개량과 동시에 횡가속력도 향상되었고 가속이 3.1초로 단축되었고 최고 속도 400km/h로 주행이 가능하다.

### 코닉세그 CCXR 에디션
코닉세그 CCXR의 고성능 사양의 차량으로 엔진의 경우 CCX와 동일하나, 횡가속력이 향상되었고 가속이 2.9초로 단축되었다. 그 밖에도 옵션으로 제공되었던 리어윙이 기본 탑재되었다. 4대만 생산하고 단종되었다.

### 코닉세그 CCXR 스패셜 에디션
코닉세그 CCX 계통의 최후 모델로 더블 F1 윙이라는 독특한 리어윙과 에어로파츠가 장착되었으며 코닉세그 최초로 F1 패들 시프트를 탑재했다. 기존 모델인 코닉세그 CCXR 에볼루션과 달리 가속력이 향상되었고 편의장비가 추가되었다. 2대만 생산하고 단종되었다.

### 코닉세그 CCXR 트레비타
2009년에 출시된 모델로 당초 3대 한정 생산을 계획했으나 특수 다이아몬드 코팅 제작 문제로 2대만 생산되었다. 트레비타의 경우 스웨덴어로 흰색을 의미하며 CCXR 모델을 기반으로 다이아몬드 가루로 외관에 코팅한 것이 특징이다. 특수 다이아몬드 코팅 가공으로 카본파이어 특유의 무닉을 보여주면서 은빛으로 빛나는 것이 특징이다. 최고 속도는 410km/h로 성능의 경우 기존 코닉세그 CCXR 에볼루션 모델과 동일하다.

### 코닉세그 CCGT
FIA GT 챔피언십 경주에 참여하기 위해 코닉세그가 특별 제작한 GT1 클래스의 경주용 차량으로 2007년 제네바 모터쇼에 처음으로 출시되었다. 하지만 FIA 출전 차량 참가 규정이 최소 판매 대수 350대 이상의 차량으로 변경되면서 무산되었다. 엔진의 경우 트윈-슈퍼차지 포드 모듈러를 탑재했으며 변속기의 경우 6단 시퀀셜 변속기가 장착되었다. 중량의 경우 1100kg로 기존 코닉세그 CCX 모델보다 가벼웠다.